# Hippologum
Hippologum, Umeå Ryttarförening (ofta förkortat URF) är en kommunal ridanläggning  med två uppvärmda ridhus med läktare och cafeteria. På anläggningen bedrivs ridskoleverksamhet, tränings- och tävlingsverksamhet, uthyrning av stallplatser. 
Anläggningen ligger ca 7 km utanför centrala Umeå, närmaste granne är Forslundagymnasiet som bedriver hästutbildning i nära samarbete med Hippologum. 
Föreningen har närmare 1000 medlemmar. På anläggningen hålls årligen ett stort antal tävlingar, främst i hoppning och dressyr.
Tidigare låg ridskolan på gamla K4-området i Umeå, men 23 oktober 1999 invigdes den nya anläggningen. Sammanlagt har anläggningen kapacitet för 164 uppstallade hästar och ponnyer, både ridskolans egna och privatägda.

## Verksamhet
Förutom ridskola så bedrivs även andra verksamheter såsom ridning för funktionsnedsatta, privat träning på egna hästar, olika clinics samt en omfattande tävlingsverksamhet i olika grenar på alla nivåer. Hippologum har även ett nära samarbete med Forslundagymnasiet alldeles intill, som bedriver gymnasieutbildning inriktad på häst och hästskötsel. Även Prolympias grundskola i Umeå samarbetar eftersom de har elever med ridsportinriktning i utbildningen. Diverse ridläger hålls årligen. Ridlärare utbildas praktiskt i Hippologums lokaler.
Hippologum har flera utomhuspaddockar, hopp-/dressyr-/framridningsbana, hiss, ett normalstort och ett större ridhus, 40 hagar, två omklädningsrum, cafeteria samt komplett ridsportbutik. Även elljusspår för uteritt finns tillgängliga.
2009 arrangerades inomhus-SM i hoppning på anläggningen.
Årligen arrangeras en välbesökt julshow av föreningens ungdomssektion.